# Nationella föreningen för förändring
Nationella föreningen för förändring (al-Jamaʿiyya al-Waṭaniyya lit-Taghyīr) är en paraplyorganisation för oppositionsgrupper mot Egyptens president Hosni Mubarak, bildad den 24 februari 2010 i dissidenten Mohamed ElBaradeis hem i Kairo.